# Boss Nigger
Boss Nigger is een Amerikaanse western uit 1975 onder regie van Jack Arnold.

## Verhaal
De onverbiddelijke premiejagers Boss Nigger en Amos vermoorden mensen en pakken ze op voor geld. Wanneer een van hun slachtoffers zich in een dorp verschuilt, besluiten ze de inwoners te bedreigen, totdat hij zich overgeeft.

## Rolverdeling
| Acteur           | Personage                  |
| ---------------- | -------------------------- |
| Fred Williamson  | Boss Nigger                |
| D'Urville Martin | Amos                       |
| William Smith    | Jed Clayton                |
| R.G. Armstrong   | Burgemeester Griffin       |
| Don Barry        |                            |
| Barbara Leigh    | Juffrouw Pruitt            |
| Carmen Hayward   | Clara Mae                  |
| Carmen Zapata    | Margarita                  |
| Bruce Gordon     | Winkelier                  |
| Ben Zeller       | Hoefsmid                   |
| Sonny Robbins    | Bad Foot                   |
| Don Hayes        | Park                       |
| Jonathan Bahnks  | Dronkenman                 |
| Sonny Cooper     | Wasvrouw                   |
| Phil Mead        | Hulpje van de burgemeester |